# Njær Mark
Njær Mark er en bebyggelse i den sydvestlige del af Haurum Sogn under Favrskov Kommune i Østjylland.
Njær var tidligere et eget sogn. Sognet nævnes 1479 og dets kirke i 1524. Ifølge Pontoppidans Danske Atlas var der i 1768 stadig synlige rester af kirken. Det siges her, at kirken blev nedbrudt af en frue, som boede i Terp, og materialerne blev brugt til Haurum Kirke. I 1704 blev de seks gårde i Njær nedlagt og samlet under Frijsendal. Tilbage i Njær blev derved kun præstegården. 
På det sted, hvor Njær Kirke tidligere lå, ligger den nuværende præstebolig. I præsteboligens have er tidligere fundet knogler fra den gamle kirkegård.
|  | Denne artikel om lokaliteten Njær Mark kan blive bedre, hvis der indsættes et (bedre) billede. Du kan hjælpe ved at afsøge Wikimedia Commons for et passende billede eller lægge et op på Wikimedia Commons med en af de tilladte licenser og indsætte det i artiklen. |

56°17′N 9°51′Ø / 56.283°N 9.850°Ø